# Tcl/TK
Tcl/TK(Tool Command Language) este un limbaj de scripting bazat pe șiruri de caractere, interpretate la rulare. Aceaste caracteristici îi permit să fie portabil pe diferite sisteme de operare. Sintaxa sa are numai douăsprezece reguli, dar are toate elementele necesare pentru a crea rapid programe în aproape orice domeniu. Permite dezvoltarea de aplicații grafice care rulează pe Windows, Linux, MacOSX și pe multe alte platforme.

## Rularea unui script TCL
Există trei modalități diferite de a rula un script scris în limbaj TCL:
1. rularea comenzii într-o consolă de tip Wish (modul interactiv)
2. rularea unui script aflat într-un fișier din consolă, folosind comanda source: 
 source <nume_fișier.tcl>
3. invocarea unui script TCL dintr-un icon